# 六分儀座55
六分儀座55，又名BD-16 5413，HD 186005、SAO 162915、HR 7489，是六分儀座的一颗恒星，视星等为5.06，位于銀經23.82，銀緯-18.4，其B1900.0坐标为赤經19h 36m 47.9s，赤緯-16° -18.4′ 30″。